# Netuma
Netuma es un género de peces marinos de la familia Ariidae en el orden Siluriformes. Sus 3 especies habitan en aguas marinas costeras del Viejo Mundo, penetrando en las aguas dulces de algunos ríos. Alcanza una longitud total de 185 cm.

## Especies
Este género se subdivide en 3 especies:
- Netuma bilineata (Valenciennes, 1840)
- Netuma proxima (J. D. Ogilby, 1898)
- Netuma thalassina (Rüppell, 1837)